# Kulečníková koule
Kulečníková koule (anglicky „The Billiard Ball“) je vědeckofantastická povídka spisovatele Isaaca Asimova, která vyšla poprvé v březnu 1967 v časopise If: Worlds of Science Fiction. Byla následně zařazena do povídkových sbírek, např. Asimov's Mysteries (1968), The Best of Isaac Asimov (1973), Robot Dreams (1986) a The Complete Stories, Vol. 2. Česky vyšla např. ve sbírce Sny robotů (1996). Tématem povídky, která je příkladem autorova „pozdního stylu“, je vynález antigravitace a zároveň funkčního perpetua mobile.

## Postavy
- profesor James Priss - vědec, držitel 2 Nobelových cen za fyziku
- Edward Bloom - inženýr a konstruktér, Prissův spolužák z vysoké školy

## Děj
Dva spolužáci z vysoké školy, profesor James Priss - uznávaný vědec a držitel 2 Nobelových cen za fyziku a Edward Bloom - inženýr a konstruktér vynálezů, které pracují na principu Prissových teorií se vzájemně popichují přes tisk. Zatímco Bloom je jeden z nejbohatších lidí na světě díky svým patentům, Priss sklízí uznání ve vědeckých kruzích. Oba si čas od času najdou chvíli na kulečníkovou partii. Každý z nich je jiná osobnost, Bloom je živelný, netrpělivý a cílevědomý, Priss pomalý, přemýšlivý, rozvážný.
Ambiciózní Bloom hodlá postavit přístroj vytvářející antigravitační pole, což je podle Prisse nemožné. Oba si vyměňují přes novináře zdvořilé, ale ironické invektivy. Bloomovi se však přístroj skutečně podaří postavit a na jeho prezentaci pozve mimo novinářů i profesora Prisse, jenž stále zůstává skeptickým. Hodlá svůj triumf vyšperkovat a tak vyzve Jamese Prisse, aby provedl kulečníkový šťouch. Koule se dle jeho propočtů má vznést do vzduchu. Bliss se chopí tága a šťouchne. Stane se něco neočekávaného, koule po přechodu do antigravitačního pole vystřelí rychlostí světla do vesmíru, přičemž projde hrudníkem Edwarda Blooma. Ten je na místě mrtev.
Po čase navštíví novinář profesora Prisse, který se stal mezitím předním vědcem v Bloomově společnosti. Priss uznává, že měl Bloom pravdu a vysvětluje, co se z fyzikálního hlediska na prezentaci událo. Novinář jej začne podezřívat, že dopředu věděl, co se s koulí stane a schválně ji zahrál tak, aby vystřelila Bloomovým směrem, což z něj činí vraha.

## Prolog
V předmluvě ke sbírce Sny robotů Isaac Asimov uvádí, že povídka obsahuje námět, který nemá patřičný vědecký základ. I kdyby hypoteticky koule vstoupila do nějakého prostoru (v tomto případě antigravitační pole), kde okamžitě nabude rychlosti světla, neudálo by se to tak, jak je to podáno v příběhu. Jelikož má kulečníková koule konečný tvar, část by vstoupila do prostoru jako první. Ta by se musela odtrhnout a získat rychlost světla, koule by se tak postupně rozpadala na atomy či menší částice s tím, jak by se postupně vnořovala do onoho prostoru. V povídce však zůstane pohromadě a vystřelí pryč jako neporušený celek, který získá rychlost světla naráz.

## Česká vydání
Česky vyšla povídka v následujících sbírkách nebo antologiích:
Pod názvem Kulečníková koule:
- AF 167 Pulsar Speciál - Isaac Asimov (AF 167, 1989)
- Mluvící kámen (AF 167, 1992)
- Sny robotů (Knižní klub 1996; Mustang 1996)[1]